# Pascal Decker
Pascal Decker (* 17. August 1970 in Grevenbroich) ist ein deutscher Rechtsanwalt, Aufsichtsrat und Kulturmanager. Von 2014 bis 2018 war er geschäftsführender Vorstand der Stiftung Brandenburger Tor in Berlin. Seit Dezember 2020 ist er Aufsichtsratsvorsitzender der artnet AG und seit 2015 Mitglied des Ausschusses für Kultur im VBKI.

## Leben
Nach dem Abitur am Erasmus-Gymnasium Grevenbroich studierte Decker zwischen 1991 und 1997 Rechtswissenschaften an der Freien Universität Berlin mit Stationen in Edinburgh und Lyon. 1998 legte er die erste juristische Staatsprüfung ab. 2001 folgte die zweite juristische Staatsprüfung vor dem Kammergericht Berlin. Von 2001 bis 2004 war er als Rechtsanwalt bei Boehmert & Boehmert in Berlin tätig, bevor er 2004 eine auf Kunst- und Kulturrecht spezialisierte Kanzlei gründete. Promoviert wurde er an der Bucerius Law School in Hamburg bei Michael Fehling. Er ist seit 2014 Lehrbeauftragter für Urheber- und Kunstrecht an der Universität der Künste Berlin. Sein Bruder ist der Leipziger Sozialpsychologe Oliver Decker. Decker lebt mit seiner Familie in Berlin. Er ist römisch-katholisch.

## Wirken

### Hitlergruß-Prozess
Als einer von mehreren Verteidigern war Decker 2013 an dem Strafprozess gegen den Künstler Jonathan Meese mit beteiligt. Angesichts der medialen Aufmerksamkeit gehört dieser zu den bedeutendsten Kunstrechtsprozessen der letzten Jahrzehnte. Der Prozess leistete in seiner wissenschaftlichen Aufarbeitung einen wichtigen Beitrag zu kunstrechtlichen Fragen der richterlichen Anerkennung neuer Kunstformen sowie der öffentlichen Bewertung bildender Kunst.
Meeses Auftritt mit Hitlergruß in Kassel bei der im Vorfeld der dOCUMENTA (13) vom Nachrichtenmagazin Der Spiegel durchgeführten Veranstaltung „Größenwahn in der Kunstwelt“  führte 2013 zu einem Gerichtsverfahren wegen des Verstoßes gegen den § 86a des Strafgesetzbuches. Das erkennende Amtsgericht Kassel urteilte, dass Meeses Auftritt bei der Veranstaltung als künstlerische Darbietung zu werten sei.
Ein weiteres Verfahren hat die Staatsanwaltschaft München am 5. Mai 2015 wegen Verwendung von Kennzeichen verfassungswidriger Organisationen eingestellt. Meese war 2014 angezeigt worden, weil er am 21. November während der Performance „Diktatur der Kunst“ beim Literaturfest München mehrfach die Hand zum Hitlergruß gehoben hatte.
Im Jahr 2015 wurde ein gegen den Künstler wegen Verwendung von Kennzeichen verfassungswidriger Organisationen eingeleitetes Strafverfahren von der Staatsanwaltschaft München eingestellt. Dem ging eine Anzeige aus dem Jahr 2014 voraus, weil er am 21. November während der Performance „Diktatur der Kunst“ beim Literaturfest München mehrfach die Hand zum Hitlergruß gehoben hatte (s. a. Jonathan Meese).

### Stiftung Brandenburger Tor
Decker prägte die Arbeit der Stiftung Brandenburger Tor zunächst seit 2006 als Vorstand neben der späteren Kulturstaatsministerin Monika Grütters, die bis 2013 Sprecherin der Kulturstiftung der Berliner Sparkasse war. Seit 2014 wirkte er als geschäftsführender Vorstand der Stiftung bis zu seinem Ausscheiden 2018. Er initiierte in seiner Amtszeit zahlreiche Formate, welche die Stiftungsarbeit bis heute nachhaltig prägen, so die Anrainer des Pariser Platzes, die Ausstellungsreihe „im Atelier Liebermann“  und das von der Kulturstiftung der Länder mit dem „Zukunftspreis für Kulturbildung - Der Olymp“ ausgezeichnete Bildungsprojekt „Max – Artists in Residence an Grundschulen“. In Kooperationen folgten – unter anderem mit der Kulturpolitischen Gesellschaft – die Veranstaltungsreihe "Kultursalon" und – mit dem VBKI – das Hauptstadtkulturgespräch.

### Kunstmarkt und -engagement
Als Kunstförderer engagiert sich Decker seit über 15 Jahren für den Kunstmarktstandort Berlin. Als Vorsitzender der KW Freunde e.V. engagierte er sich von 2008 bis 2014 für die Vermittlung und Präsentation der zeitgenössischen Kunst in der deutschen Hauptstadt. Von 2008 bis 2010 war Decker Vorsitzender des Aufsichtsrates der Cube Kunsthalle gGmbH, der Trägergesellschaft der Temporären Kunsthalle Berlin. Die Temporäre Kunsthalle Berlin war ein zivilgesellschaftlich getragenes Projekt zur Förderung zeitgenössischer Kunst. Die Kanzlei dtb war bis 2016 neben der Allianz ein Medienpartner der Kunstmarkzeitschrift ART VALUE – Positionen zum Wert der Kunst, bis diese die Medienpartnerschaft allein fortführte. Darüber hinaus initiierte Decker gemeinsam mit Sebastian Pflum das Kunstmarkt-Forum ART. TALKING BUSINESS.  Im Anschluss an die Debatte um das novellierte Kulturgutschutzgesetz tritt Decker als Vermittler auf und plädiert für einen konstruktiven Dialog zwischen Kunstmarkt und Kulturpolitik. In der Debatte um die Wiedereinführung der Vermögenssteuer regte er an, auch die Auswirkungen auf den Kunstmarkt und damit die Sammlerkultur in Deutschland zu berücksichtigen. Im August 2018 wurde Decker zum Mitglied des Aufsichtsrats der artnet AG gewählt. Im Dezember 2020 folgte die Wahl zum Aufsichtsratsvorsitzenden. Im Juli 2020 berichtete das Handelsblatt über die Belastung des Kunsthandels durch die Novellierung des Geldwäschegesetzes. Im Zuge des Novellierungsprozesses hatte sich Decker zuvor zusammen mit dem BVDG u. a. für eine Berücksichtigung der besonderen Markteigenschaften in die Debatte eingebracht.

## Mitgliedschaften (Auszug)
- Institut für Kunst und Recht (IfKUR) e.V.
- Deutsche Vereinigung für gewerblichen Rechtsschutz und Urheberrecht (GRUR)
- Stiftungsrat der Radialstiftung
- Arbeitskreis Corporate Collecting (ACC) im Kulturkreis der deutschen Wirtschaft
- Harry Graf Kessler Gesellschaft

## Schriften (Auszug)
- Programmquoten für Musik im Hörfunk. Der Gesetzgeber im Spannungsfeld zwischen Kulturauftrag und Rundfunkfreiheit, Dissertation, Hamburg 2005, Vistas Medien Verlag Berlin 2007.
- Das Interview als Performancekunst, KUR 2014, S. 15 – 19 (gemeinsam mit Prof. Wolfgang Ullrich).